# کویادو ویالبا
کویادو ویالبا (به اسپانیایی: Collado Villalba) یک دهستان در اسپانیا است که در مادرید (بخش خودمختار) واقع شده‌است. کویادو ویالبا ۲۶٫۵ کیلومتر مربع مساحت و ۵۷٬۸۸۹ نفر جمعیت دارد و ۹۰۳ متر بالاتر از سطح دریا واقع شده‌است.

## خواهرخوانده
شهر بگل خواهرخواندهٔ کویادو ویالبا هست.